# Antonio Casini
Antonio Casini (Siena, 1378 circa – Firenze, 4 febbraio 1439) è stato un cardinale e vescovo cattolico italiano.

## Biografia
Il padre era il medico di papa Urbano VI, mentre la madre ne era la nipote. Studiò presso l'università di Firenze, dove ottenne il dottorato in diritto.
Come sacerdote, fu canonico del capitolo della cattedrale di Firenze, vice collettore generale in Toscana, chierico della Camera Apostolica a Roma durante il pontificato di papa Innocenzo VII, vice-legato di Bologna e poi governatore della Romagna.
Nel 1407 fu nominato vescovo di Pesaro; ricevette la consacrazione episcopale il 2 novembre 1407. Fu trasferito alla sede di Siena da papa Gregorio XII, scelta confermata il 20 luglio 1409 dall'antipapa Alessandro V. Fu tesoriere di Gregorio XII, dell'antipapa Giovanni XXIII e di papa Martino V. Partecipò al concilio di Costanza.
Fu creato cardinale presbitero da papa Martino V nel concistoro del 24 maggio 1426. Tre giorni dopo ricevette il titolo cardinalizio di San Marcello, conservando ancora la sua sede di Siena in amministrazione fino al 12 settembre 1427, quando fu nominato amministratore della diocesi di Grosseto, titolo che mantenne fino alla morte.
Partecipò al conclave del 1431, che elesse papa Eugenio IV, e alla prima sessione del concilio di Basilea nel mese di luglio del 1431.
Morì a Firenze il 4 febbraio 1439 e fu sepolto nella basilica di Santa Maria Maggiore.